# Championnats des quatre continents de patinage artistique 2015
Navigation
Édition précédente Édition suivante
Les championnats des quatre continents 2015 ont lieu du 9 au 15 février 2015 au Mokdong Ice Rink de Séoul en Corée du Sud.

## Qualifications
Les patineurs sont éligibles à l'épreuve s'ils représentent une nation non européenne membre de l'Union internationale de patinage (International Skating Union en anglais) et s'ils ont atteint l'âge de 15 ans avant le 1er juillet 2014 dans leur pays de naissance. La compétition correspondante pour les patineurs européens est le championnat d'Europe 2015. Les fédérations nationales sélectionnent leurs patineurs en fonction de leurs propres critères, mais l'Union internationale de patinage exige un score minimum d'éléments techniques (Technical Elements Score en anglais) lors d'une compétition internationale avant les championnats des Quatre Continents.

### Score minimum d'éléments techniques
L'Union internationale de patinage stipule que les notes minimales doivent être obtenues lors d'une compétition internationale senior reconnue par elle-même au cours de la saison en cours ou précédente.
| Score minimum d'éléments techniques                                                         | Score minimum d'éléments techniques | Score minimum d'éléments techniques |
| Discipline                                                                                  | Programme court                     | Programme libre                     |
| Messieurs                                                                                   | 25.00                               | 45.00                               |
| Dames                                                                                       | 20.00                               | 36.00                               |
| Couples                                                                                     | 20.00                               | 36.00                               |
| Danse sur glace                                                                             | 19.00                               | 29.00                               |
| ------------------------------------------------------------------------------------------- | ----------------------------------- | ----------------------------------- |
| Les scores des programmes courts et libres peuvent être obtenus à différentes compétitions. |                                     |                                     |

### Nombre d'inscriptions par discipline
Chaque nation membre qualifiée peut avoir jusqu'à trois inscriptions par discipline.

## Podiums
| Épreuves                            | Or                            | Argent                     | Bronze                          |
| ----------------------------------- | ----------------------------- | -------------------------- | ------------------------------- |
| Messieurs résultats détaillés       | Denis Ten                     | Joshua Farris              | Yan Han                         |
| Dames résultats détaillés           | Polina Edmunds                | Satoko Miyahara            | Rika Hongo                      |
| Couples résultats détaillés         | Meagan Duhamel / Eric Radford | Peng Cheng / Zhang Hao     | Pang Qing / Tong Jian           |
| Danse sur glace résultats détaillés | Kaitlyn Weaver / Andrew Poje  | Madison Chock / Evan Bates | Maia Shibutani / Alex Shibutani |

## Tableau des médailles
| Rang  | Nation     | Or | Argent | Bronze | Total |
| ----- | ---------- | -- | ------ | ------ | ----- |
| 1     | Canada     | 2  | 0      | 0      | 2     |
| 2     | États-Unis | 1  | 2      | 1      | 4     |
| 3     | Kazakhstan | 1  | 0      | 0      | 1     |
| 4     | Chine      | 0  | 1      | 2      | 3     |
| 5     | Japon      | 0  | 1      | 1      | 2     |
| Total | Total      | 4  | 4      | 4      | 12    |

## Détails des compétitions

### Messieurs
| Rang                                        | Nom               | Pays           | Points | Programme court | Programme court | Programme libre | Programme libre |
| ------------------------------------------- | ----------------- | -------------- | ------ | --------------- | --------------- | --------------- | --------------- |
| 1                                           | Denis Ten         | Kazakhstan     | 289.46 | 1               | 97.61           | 1               | 191.85          |
| 2                                           | Joshua Farris     | États-Unis     | 260.01 | 5               | 84.29           | 2               | 175.72          |
| 3                                           | Yan Han           | Chine          | 259.47 | 3               | 87.34           | 4               | 172.13          |
| 4                                           | Daisuke Murakami  | Japon          | 256.47 | 6               | 82.86           | 3               | 173.61          |
| 5                                           | Shoma Uno         | Japon          | 256.45 | 2               | 88.90           | 5               | 167.55          |
| 6                                           | Jason Brown       | États-Unis     | 243.21 | 9               | 75.86           | 6               | 167.35          |
| 7                                           | Takahito Mura     | Japon          | 235.75 | 4               | 84.88           | 7               | 150.87          |
| 8                                           | Misha Ge          | Ouzbékistan    | 226.20 | 7               | 82.25           | 9               | 143.95          |
| 9                                           | Wang Yi           | Chine          | 214.76 | 10              | 72.83           | 11              | 141.93          |
| 10                                          | Adam Rippon       | États-Unis     | 212.30 | 12              | 68.37           | 10              | 143.93          |
| 11                                          | Nam Nguyen        | Canada         | 209.33 | 14              | 63.78           | 8               | 145.55          |
| 12                                          | Jeremy Ten        | Canada         | 207.75 | 8               | 77.09           | 14              | 130.66          |
| 13                                          | Ronald Lam        | Hong Kong      | 202.81 | 13              | 63.89           | 12              | 138.92          |
| 14                                          | Liam Firus        | Canada         | 199.81 | 11              | 70.21           | 16              | 129.60          |
| 15                                          | Kim Jin-seo       | Corée du Sud   | 199.64 | 17              | 61.53           | 13              | 138.11          |
| 16                                          | Denis Margalik    | Argentine      | 191.25 | 18              | 60.81           | 15              | 130.44          |
| 17                                          | Brendan Kerry     | Australie      | 181.25 | 16              | 63.23           | 18              | 118.02          |
| 18                                          | Lee June-hyoung   | Corée du Sud   | 180.06 | 15              | 63.35           | 19              | 116.71          |
| 19                                          | Chih-I Tsao       | Taipei chinois | 178.46 | 21              | 55.27           | 17              | 123.19          |
| 20                                          | Abzal Rakimgaliev | Kazakhstan     | 168.10 | 19              | 57.54           | 20              | 110.56          |
| 21                                          | Guan Yuhang       | Chine          | 162.51 | 22              | 54.99           | 21              | 107.52          |
| 22                                          | Julian Yee        | Malaisie       | 157.35 | 20              | 57.02           | 22              | 100.00          |
| 23                                          | Byun Se-jong      | Corée du Sud   | 154.20 | 23              | 54.20           | 23              | 100.00          |
| 24                                          | Harry Hau Yin Lee | Hong Kong      | 134.10 | 24              | 51.10           | 24              | 83.00           |
| Patineurs éliminés après le programme court |                   |                |        |                 |                 |                 |                 |
| 25                                          | Andrew Dodds      | Australie      |        | 25              | 46.91           | NC              | NC              |
| 26                                          | Jui-Shu Chen      | Taipei chinois |        | 26              | 44.48           | NC              | NC              |

### Dames
| Rang | Nom                        | Pays         | Points | Programme court | Programme court | Programme libre | Programme libre |
| ---- | -------------------------- | ------------ | ------ | --------------- | --------------- | --------------- | --------------- |
| 1    | Polina Edmunds             | États-Unis   | 184.02 | 4               | 61.03           | 1               | 122.99          |
| 2    | Satoko Miyahara            | Japon        | 181.59 | 1               | 64.84           | 2               | 116.75          |
| 3    | Rika Hongo                 | Japon        | 177.44 | 3               | 61.28           | 3               | 116.16          |
| 4    | Gracie Gold                | États-Unis   | 176.58 | 2               | 62.67           | 5               | 113.91          |
| 5    | Zijun Li                   | Chine        | 175.92 | 5               | 60.28           | 4               | 115.64          |
| 6    | Yuka Nagai                 | Japon        | 168.09 | 7               | 56.94           | 8               | 111.15          |
| 7    | Gabrielle Daleman          | Canada       | 167.09 | 8               | 55.25           | 6               | 111.84          |
| 8    | Samantha Cesario           | États-Unis   | 166.76 | 9               | 54.95           | 7               | 111.81          |
| 9    | So Youn Park               | Corée du Sud | 163.75 | 10              | 53.47           | 9               | 110.28          |
| 10   | Alaine Chartrand           | Canada       | 161.22 | 6               | 58.50           | 10              | 102.72          |
| 11   | Hae Jin Kim                | Corée du Sud | 147.30 | 11              | 51.41           | 12              | 95.89           |
| 12   | Kailani Craine             | Australie    | 142.16 | 12              | 47.91           | 13              | 94.25           |
| 13   | Chea Song-joo              | Corée du Sud | 139.09 | 15              | 42.16           | 11              | 96.93           |
| 14   | Veronik Mallet             | Canada       | 130.15 | 13              | 42.92           | 14              | 87.23           |
| 15   | Melissa Bulanhagui         | Philippines  | 126.32 | 16              | 41.67           | 15              | 84.65           |
| 16   | Alisson Krystle Perticheto | Philippines  | 115.87 | 17              | 41.63           | 16              | 74.24           |
| 17   | Brooklee Han               | Australie    | 114.02 | 18              | 40.68           | 17              | 73.34           |
| 18   | Isadora Williams           | Brésil       | 113.96 | 14              | 42.68           | 18              | 71.28           |
| 19   | Reyna Hamui                | Mexique      | 105.94 | 19              | 39.93           | 19              | 66.01           |

### Couples
| Rang | Nom                                     | Pays       | Points | Programme court | Programme court | Programme libre | Programme libre |
| ---- | --------------------------------------- | ---------- | ------ | --------------- | --------------- | --------------- | --------------- |
| 1    | Meagan Duhamel / Eric Radford           | Canada     | 219.48 | 1               | 75.67           | 1               | 143.81          |
| 2    | Peng Cheng / Zhang Hao                  | Chine      | 201.45 | 2               | 69.81           | 3               | 131.64          |
| 3    | Pang Qing / Tong Jian                   | Chine      | 199.99 | 4               | 66.87           | 2               | 133.12          |
| 4    | Sui Wenjing / Han Cong                  | Chine      | 198.88 | 3               | 69.19           | 4               | 129.69          |
| 5    | Alexa Scimeca / Chris Knierim           | États-Unis | 187.98 | 5               | 63.54           | 5               | 124.44          |
| 6    | Lubov Iliushechkina / Dylan Moscovitch  | Canada     | 173.50 | 6               | 60.13           | 6               | 113.37          |
| 7    | Haven Denney / Brandon Frazier          | États-Unis | 167.57 | 9               | 56.98           | 7               | 110.59          |
| 8    | Tarah Kayne / Daniel O'Shea             | États-Unis | 166.67 | 8               | 57.91           | 8               | 108.76          |
| 9    | Kirsten Moore-Towers / Michael Marinaro | Canada     | 160.70 | 7               | 59.30           | 9               | 101.40          |
| 10   | Narumi Takahashi / Ryuichi Kihara       | Japon      | 132.84 | 10              | 45.63           | 10              | 87.21           |

### Danse sur glace
| Rang    | Nom                               | Pays         | Points | Danse courte | Danse courte | Danse libre | Danse libre |
| ------- | --------------------------------- | ------------ | ------ | ------------ | ------------ | ----------- | ----------- |
| 1       | Kaitlyn Weaver / Andrew Poje      | Canada       | 177.46 | 3            | 68.31        | 1           | 109.15      |
| 2       | Madison Chock / Evan Bates        | États-Unis   | 176.18 | 1            | 70.38        | 2           | 105.80      |
| 3       | Maia Shibutani / Alex Shibutani   | États-Unis   | 170.79 | 2            | 69.65        | 3           | 101.14      |
| 4       | Piper Gilles / Paul Poirier       | Canada       | 162.25 | 4            | 63.45        | 4           | 98.80       |
| 5       | Kaitlin Hawayek / Jean-Luc Baker  | États-Unis   | 149.98 | 6            | 58.31        | 5           | 91.67       |
| 6       | Alexandra Paul / Mitchell Islam   | Canada       | 149.92 | 5            | 61.34        | 6           | 88.58       |
| 7       | Wang Shiyue / Liu Xinyu           | Chine        | 130.95 | 7            | 48.71        | 7           | 82.24       |
| 8       | Emi Hirai / Marien de la Asuncion | Japon        | 122.67 | 8            | 47.80        | 8           | 74.87       |
| 9       | Rebeka Kim / Kirill Minov         | Corée du Sud | 120.76 | 9            | 46.54        | 9           | 74.22       |
| 10      | Zhao Yue / Zheng Xun              | Chine        | 115.12 | 10           | 43.59        | 10          | 71.53       |
| 11      | Pilar Maekawa / Leonardo Maekawa  | Mexique      | 106.27 | 12           | 40.86        | 11          | 65.41       |
| 12      | Karina Uzurova / Ilias Ali        | Kazakhstan   | 102.54 | 13           | 39.84        | 12          | 62.70       |
| Abandon | Zhang Yiyi / Wu Nan               | Chine        |        | 11           | 42.54        |             |             |